# Цзісі
Цзісі (кит. спр. 鸡西市, піньїнь: Jīxī Shì) — місто-округ в східнокитайській провінції Хейлунцзян.

## Географія
Цзісі розташовується на південному сході провінції.

### Клімат
Місто знаходиться у зоні, котра характеризується вологим континентальним кліматом з теплим літом. Найтепліший місяць — липень із середньою температурою 22.2 °C (72 °F). Найхолодніший місяць — січень, із середньою температурою -16.1 °С (3 °F).
| Клімат Цзісі            | Клімат Цзісі | Клімат Цзісі | Клімат Цзісі | Клімат Цзісі | Клімат Цзісі | Клімат Цзісі | Клімат Цзісі | Клімат Цзісі | Клімат Цзісі | Клімат Цзісі | Клімат Цзісі | Клімат Цзісі | Клімат Цзісі |
| Показник                | Січ.         | Лют.         | Бер.         | Квіт.        | Трав.        | Черв.        | Лип.         | Серп.        | Вер.         | Жовт.        | Лист.        | Груд.        | Рік          |
| Абсолютний максимум, °C | 3            | 7            | 18           | 25           | 32           | 35           | 36           | 34           | 30           | 27           | 12           | 7            | 36           |
| Середній максимум, °C   | −11          | −7           | 1            | 11           | 19           | 23           | 26           | 25           | 20           | 11           | 0            | −8           | 9            |
| Середня температура, °C | −16          | −12          | −3           | 6            | 13           | 18           | 22           | 21           | 14           | 6            | −4           | −13          | 4            |
| Середній мінімум, °C    | −20          | −17          | −8           | 0            | 7            | 13           | 17           | 16           | 8            | 0            | −8           | −18          | −20          |
| Абсолютний мінімум, °C  | −32          | −28          | −20          | −8           | −2           | 5            | 11           | 6            | −2           | −12          | −22          | −28          | −32          |
| Норма опадів, мм        | 0            | 0            | 10           | 20           | 50           | 80           | 110          | 120          | 60           | 30           | 10           | 0            | 530          |
| ----------------------- | ------------ | ------------ | ------------ | ------------ | ------------ | ------------ | ------------ | ------------ | ------------ | ------------ | ------------ | ------------ | ------------ |
| Джерело: Weatherbase    |              |              |              |              |              |              |              |              |              |              |              |              |              |

## Адміністративний поділ
Міський округ поділяється на 6 районів, 2 міста й 1 повіт:
| Карта                                                                                    | Карта    | Карта    | Карта            |
| ---------------------------------------------------------------------------------------- | -------- | -------- | ---------------- |
| ① ② ③ ④ ⑤ ⑥ Цзідун Мішань Хулінь ① Машань ② Дідао ③ Лішу ④ Хеншань ⑤ Цзігуань ⑥ Ченцзихе |          |          |                  |
| Статус                                                                                   | Назва    | Оригінал | Населення (2020) |
| Міський район                                                                            | Дідао    | 滴道区   | 65 980           |
| Міський район                                                                            | Лішу     | 梨树区   | 39 833           |
| Міський район                                                                            | Машань   | 麻山区   | 17 301           |
| Міський район                                                                            | Хеншань  | 恒山区   | 87 822           |
| Міський район                                                                            | Цзігуань | 鸡冠区   | 402 345          |
| Міський район                                                                            | Ченцзихе | 城子河区 | 69 951           |
| Місто                                                                                    | Мішань   | 密山市   | 339 103          |
| Місто                                                                                    | Хулінь   | 虎林市   | 267 870          |
| Повіт                                                                                    | Цзідун   | 鸡东县   | 211 855          |